# Liste von Auszeichnungen von Meryl Streep

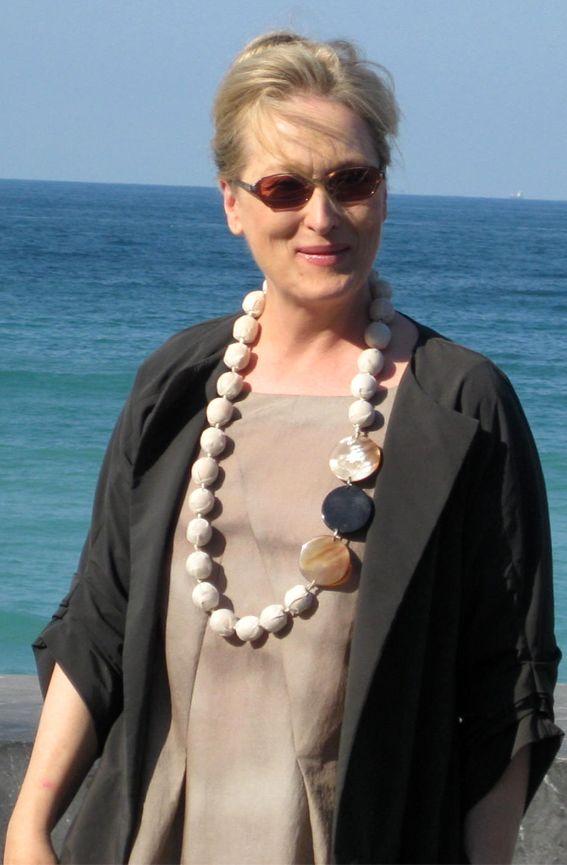
Meryl Streep beim Filmfestival in San Sebastian 2008

Diese Seite zeigt eine Liste von Auszeichnungen und Ehrungen der US-amerikanischen Film-, Fernseh- und Theaterschauspielerin Meryl Streep (* 1949).

## Bedeutende Film- und Fernsehpreise

### Oscar
Mit bislang 21 Oscar-Nominierungen (17 Nominierungen in der Kategorie „Beste Hauptdarstellerin“ und 4 Nominierungen in der Kategorie „Beste Nebendarstellerin“) hält Meryl Streep den Rekord als meistnominierte Schauspielerin aller Zeiten, gefolgt von Katharine Hepburn mit 12 Nominierungen. Mit 3 Oscar-Siegen (zweimal als „Beste Hauptdarstellerin“ und einmal als „Beste Nebendarstellerin“) liegt Streep gleichauf mit Ingrid Bergman, nur übertroffen von Katharine Hepburn und Frances McDormand mit 4 Auszeichnungen (3× Beste Hauptdarstellerin und 1× Produzentin Bester Film)
| Jahr | Film                                     | Kategorie               | Ergebnis     |
| ---- | ---------------------------------------- | ----------------------- | ------------ |
| 1979 | Die durch die Hölle gehen                | Beste Nebendarstellerin | Nominierung  |
| 1980 | Kramer gegen Kramer                      | Beste Nebendarstellerin | Auszeichnung |
| 1982 | Die Geliebte des französischen Leutnants | Beste Hauptdarstellerin | Nominierung  |
| 1983 | Sophies Entscheidung                     | Beste Hauptdarstellerin | Auszeichnung |
| 1984 | Silkwood                                 | Beste Hauptdarstellerin | Nominierung  |
| 1986 | Jenseits von Afrika                      | Beste Hauptdarstellerin | Nominierung  |
| 1988 | Wolfsmilch                               | Beste Hauptdarstellerin | Nominierung  |
| 1989 | Ein Schrei in der Dunkelheit             | Beste Hauptdarstellerin | Nominierung  |
| 1991 | Grüße aus Hollywood                      | Beste Hauptdarstellerin | Nominierung  |
| 1996 | Die Brücken am Fluß                      | Beste Hauptdarstellerin | Nominierung  |
| 1999 | Familiensache                            | Beste Hauptdarstellerin | Nominierung  |
| 2000 | Music of the Heart                       | Beste Hauptdarstellerin | Nominierung  |
| 2003 | Adaption – Der Orchideen-Dieb            | Beste Nebendarstellerin | Nominierung  |
| 2007 | Der Teufel trägt Prada                   | Beste Hauptdarstellerin | Nominierung  |
| 2009 | Glaubensfrage                            | Beste Hauptdarstellerin | Nominierung  |
| 2010 | Julie & Julia                            | Beste Hauptdarstellerin | Nominierung  |
| 2012 | Die Eiserne Lady                         | Beste Hauptdarstellerin | Auszeichnung |
| 2014 | Im August in Osage County                | Beste Hauptdarstellerin | Nominierung  |
| 2015 | Into the Woods                           | Beste Nebendarstellerin | Nominierung  |
| 2017 | Florence Foster Jenkins                  | Beste Hauptdarstellerin | Nominierung  |
| 2018 | Die Verlegerin                           | Beste Hauptdarstellerin | Nominierung  |

### Golden Globe
Mit bislang 31 Golden-Globe-Nominierungen (14 Nominierungen in der Kategorie „Beste Hauptdarstellerin – Drama“, 10 Nominierungen in der Kategorie „Beste Hauptdarstellerin – Komödie oder Musical“, 5 Nominierungen in der Kategorie „Beste Nebendarstellerin“ und 2 Nominierungen in der Kategorie „Beste Hauptdarstellerin – Mini-Serie oder TV-Film“) hält Meryl Streep den Rekord als meistnominierte Schauspielerin. Mit 9 Golden-Globe-Siegen (dreimal als „Beste Hauptdarstellerin – Drama“, zweimal als „Beste Hauptdarstellerin – Komödie oder Musical“, zweimal als „Beste Nebendarstellerin“ und einmal als „Beste Hauptdarstellerin – Mini-Serie oder TV-Film“) ist sie zudem die am häufigsten prämierte Schauspielerin. Im Jahr 2017 wurde ihr von der Hollywood Foreign Press Association auch der Cecil B. deMille Award für ein Lebenswerk zuerkannt.
| Jahr | Film                                     | Kategorie                                                   | Ergebnis     |
| ---- | ---------------------------------------- | ----------------------------------------------------------- | ------------ |
| 1979 | Die durch die Hölle gehen                | Beste Nebendarstellerin                                     | Nominierung  |
| 1980 | Kramer gegen Kramer                      | Beste Nebendarstellerin                                     | Auszeichnung |
| 1982 | Die Geliebte des französischen Leutnants | Beste Hauptdarstellerin – Drama                             | Auszeichnung |
| 1983 | Sophies Entscheidung                     | Beste Hauptdarstellerin – Drama                             | Auszeichnung |
| 1984 | Silkwood                                 | Beste Hauptdarstellerin – Drama                             | Nominierung  |
| 1986 | Jenseits von Afrika                      | Beste Hauptdarstellerin – Drama                             | Nominierung  |
| 1989 | Ein Schrei in der Dunkelheit             | Beste Hauptdarstellerin – Drama                             | Nominierung  |
| 1990 | Die Teufelin                             | Beste Hauptdarstellerin – Komödie oder Musical              | Nominierung  |
| 1991 | Grüße aus Hollywood                      | Beste Hauptdarstellerin – Komödie oder Musical              | Nominierung  |
| 1993 | Der Tod steht ihr gut                    | Beste Hauptdarstellerin – Komödie oder Musical              | Nominierung  |
| 1995 | Am wilden Fluß                           | Beste Hauptdarstellerin – Drama                             | Nominierung  |
| 1996 | Die Brücken am Fluß                      | Beste Hauptdarstellerin – Drama                             | Nominierung  |
| 1997 | Marvins Töchter                          | Beste Hauptdarstellerin – Drama                             | Nominierung  |
| 1998 | Solange es noch Hoffnung gibt            | Beste Hauptdarstellerin – Mini-Serie oder TV-Film           | Nominierung  |
| 1999 | Familiensache                            | Beste Hauptdarstellerin – Drama                             | Nominierung  |
| 2000 | Music of the Heart                       | Beste Hauptdarstellerin – Drama                             | Nominierung  |
| 2003 | Adaption.                                | Beste Nebendarstellerin                                     | Auszeichnung |
| 2003 | The Hours – Von Ewigkeit zu Ewigkeit     | Beste Hauptdarstellerin – Drama                             | Nominierung  |
| 2004 | Engel in Amerika                         | Beste Hauptdarstellerin – Mini-Serie oder TV-Film           | Auszeichnung |
| 2005 | Der Manchurian Kandidat                  | Beste Nebendarstellerin                                     | Nominierung  |
| 2007 | Der Teufel trägt Prada                   | Beste Hauptdarstellerin – Komödie oder Musical              | Auszeichnung |
| 2009 | Glaubensfrage                            | Beste Hauptdarstellerin – Drama                             | Nominierung  |
| 2009 | Mamma Mia!                               | Beste Hauptdarstellerin – Komödie oder Musical              | Nominierung  |
| 2010 | Julie & Julia                            | Beste Hauptdarstellerin – Komödie oder Musical              | Auszeichnung |
| 2010 | Wenn Liebe so einfach wäre               | Beste Hauptdarstellerin – Komödie oder Musical              | Nominierung  |
| 2012 | Die Eiserne Lady                         | Beste Hauptdarstellerin – Drama                             | Auszeichnung |
| 2013 | Wie beim ersten Mal                      | Beste Hauptdarstellerin – Komödie oder Musical              | Nominierung  |
| 2014 | Im August in Osage County                | Beste Hauptdarstellerin – Komödie oder Musical              | Nominierung  |
| 2015 | Into the Woods                           | Beste Nebendarstellerin                                     | Nominierung  |
| 2017 | Florence Foster Jenkins                  | Beste Hauptdarstellerin – Komödie oder Musical              | Nominierung  |
| 2017 | –                                        | Cecil B. deMille Award für ihr Lebenswerk                   | Auszeichnung |
| 2018 | Die Verlegerin                           | Beste Hauptdarstellerin – Drama                             | Nominierung  |
| 2020 | Big Little Lies                          | Beste Nebendarstellerin – Serie, Miniserie oder Fernsehfilm | Nominierung  |
| 2024 | Only Murders in the Building             | Beste Nebendarstellerin – Serie, Miniserie oder Fernsehfilm | Nominierung  |

### British Academy Film Award
Mit bislang 15 BAFTA-Award-Nominierungen (12 Nominierungen in der Kategorie „Beste Hauptdarstellerin“ und 3 Nominierungen in der Kategorie „Beste Nebendarstellerin“) hält Streep den Rekord als meistnominierte Schauspielerin.
| Jahr | Film                                     | Kategorie               | Ergebnis     |
| ---- | ---------------------------------------- | ----------------------- | ------------ |
| 1980 | Die durch die Hölle gehen                | Beste Hauptdarstellerin | Nominierung  |
| 1980 | Manhattan                                | Beste Nebendarstellerin | Nominierung  |
| 1981 | Kramer gegen Kramer                      | Beste Hauptdarstellerin | Nominierung  |
| 1982 | Die Geliebte des französischen Leutnants | Beste Hauptdarstellerin | Auszeichnung |
| 1984 | Sophies Entscheidung                     | Beste Hauptdarstellerin | Nominierung  |
| 1985 | Silkwood                                 | Beste Hauptdarstellerin | Nominierung  |
| 1987 | Jenseits von Afrika                      | Beste Hauptdarstellerin | Nominierung  |
| 2003 | The Hours – Von Ewigkeit zu Ewigkeit     | Beste Hauptdarstellerin | Nominierung  |
| 2003 | Adaption.                                | Beste Nebendarstellerin | Nominierung  |
| 2005 | Der Manchurian Kandidat                  | Beste Nebendarstellerin | Nominierung  |
| 2007 | Der Teufel trägt Prada                   | Beste Hauptdarstellerin | Nominierung  |
| 2009 | Glaubensfrage                            | Beste Hauptdarstellerin | Nominierung  |
| 2010 | Julie & Julia                            | Beste Hauptdarstellerin | Nominierung  |
| 2012 | Die Eiserne Lady                         | Beste Hauptdarstellerin | Auszeichnung |
| 2017 | Florence Foster Jenkins                  | Beste Hauptdarstellerin | Nominierung  |

### Critics’ Choice Movie Award
| Jahr | Film                                 | Kategorie                    | Ergebnis     |
| ---- | ------------------------------------ | ---------------------------- | ------------ |
| 2003 | Adaption.                            | Beste Nebendarstellerin      | Nominierung  |
| 2003 | The Hours – Von Ewigkeit zu Ewigkeit | Bestes Schauspielensemble A3 | Nominierung  |
| 2007 | Der Teufel trägt Prada               | Beste Hauptdarstellerin A5   | Nominierung  |
| 2007 | Robert Altman’s Last Radio Show      | Bestes Schauspielensemble A7 | Nominierung  |
| 2009 | Glaubensfrage                        | Beste Hauptdarstellerin A5   | Auszeichnung |
| 2009 | Glaubensfrage                        | Bestes Schauspielensemble A4 | Nominierung  |
| 2010 | Julie & Julia                        | Beste Hauptdarstellerin A6   | Auszeichnung |
| 2012 | Die Eiserne Lady                     | Beste Hauptdarstellerin      | Nominierung  |
| 2014 | Im August in Osage County            | Beste Hauptdarstellerin      | Nominierung  |
| 2014 | Im August in Osage County            | Bestes Schauspielensemble A9 | Nominierung  |
| 2015 | Into the Woods                       | Beste Nebendarstellerin      | Nominierung  |
| 2015 | Into the Woods                       | Bestes Schauspielensemble A9 | Nominierung  |

### Primetime Emmy Award
| Jahr | Film                                         | Kategorie                                         | Ergebnis     |
| ---- | -------------------------------------------- | ------------------------------------------------- | ------------ |
| 1978 | Holocaust – Die Geschichte der Familie Weiss | Beste Hauptdarstellerin – Mini-Serie oder TV-Film | Auszeichnung |
| 1997 | Solange es noch Hoffnung gibt                | Beste Hauptdarstellerin – Mini-Serie oder TV-Film | Nominierung  |
| 2004 | Engel in Amerika                             | Beste Hauptdarstellerin – Mini-Serie oder TV-Film | Auszeichnung |

### Screen Actors Guild Award
Mit bislang 10 SAG-Award-Nominierungen in der Kategorie „Beste Hauptdarstellerin“ hält Streep den Rekord als meistnominierte Filmschauspielerin.
| Jahr | Film                                 | Kategorie                                              | Ergebnis     |
| ---- | ------------------------------------ | ------------------------------------------------------ | ------------ |
| 1995 | Am wilden Fluss                      | Beste Hauptdarstellerin                                | Nominierung  |
| 1996 | Die Brücken am Fluss                 | Beste Hauptdarstellerin                                | Nominierung  |
| 1997 | Marvins Töchter                      | Bestes Schauspielensemble A1                           | Nominierung  |
| 1999 | Familiensache                        | Beste Hauptdarstellerin                                | Nominierung  |
| 2000 | Music of the Heart                   | Beste Hauptdarstellerin                                | Nominierung  |
| 2003 | Adaption.                            | Bestes Schauspielensemble A2                           | Nominierung  |
| 2003 | The Hours – Von Ewigkeit zu Ewigkeit | Bestes Schauspielensemble A3                           | Nominierung  |
| 2004 | Engel in Amerika                     | Beste Darstellerin in einem Fernsehfilm oder Miniserie | Auszeichnung |
| 2007 | Der Teufel trägt Prada               | Beste Hauptdarstellerin                                | Nominierung  |
| 2009 | Glaubensfrage                        | Beste Hauptdarstellerin                                | Auszeichnung |
| 2009 | Glaubensfrage                        | Bestes Schauspielensemble A4                           | Nominierung  |
| 2010 | Julie & Julia                        | Beste Hauptdarstellerin                                | Nominierung  |
| 2012 | Die Eiserne Lady                     | Beste Hauptdarstellerin                                | Nominierung  |
| 2014 | Im August in Osage County            | Beste Hauptdarstellerin                                | Nominierung  |
| 2015 | Into the Woods                       | Beste Nebendarstellerin                                | Nominierung  |
| 2017 | Florence Foster Jenkins              | Beste Hauptdarstellerin                                | Nominierung  |

## Publikumspreise

### Blockbuster Entertainment Award
| Jahr | Film                | Kategorie                             | Ergebnis    |
| ---- | ------------------- | ------------------------------------- | ----------- |
| 1995 | Am wilden Fluß      | Beliebteste Schauspielerin – Spannung | Nominierung |
| 1996 | Die Brücken am Fluß | Beliebteste Schauspielerin – Drama    | Nominierung |
| 1997 | Marvins Töchter     | Beliebteste Schauspielerin – Drama    | Nominierung |
| 2000 | Familiensache       | Beliebteste Schauspielerin – Drama    | Nominierung |

### MTV Movie Award
| Jahr | Film                   | Kategorie            | Ergebnis     |
| ---- | ---------------------- | -------------------- | ------------ |
| 2007 | Der Teufel trägt Prada | Bester Filmbösewicht | Nominierung  |
| 2015 | Into the Woods         | Bester Filmbösewicht | Auszeichnung |

### People’s Choice Award
| Jahr | Film                | Kategorie                                  | Ergebnis     |
| ---- | ------------------- | ------------------------------------------ | ------------ |
| 1979 |                     | Beliebteste Nebendarstellerin              | Nominierung  |
| 1982 |                     | Beliebteste Filmschauspielerin             | Nominierung  |
| 1983 |                     | Beliebteste Filmschauspielerin             | Nominierung  |
| 1984 |                     | Beliebteste Filmschauspielerin             | Auszeichnung |
| 1985 |                     | Beliebteste Filmschauspielerin             | Auszeichnung |
| 1986 |                     | Beliebteste Filmschauspielerin             | Auszeichnung |
| 1986 |                     | Beliebteste All-around-Entertainerin       | Auszeichnung |
| 1987 |                     | Beliebteste Filmschauspielerin             | Auszeichnung |
| 1987 |                     | Beliebteste All-around-Entertainerin       | Nominierung  |
| 1988 |                     | Beliebteste Filmschauspielerin             | Nominierung  |
| 1988 |                     | Beliebteste All-around-Entertainerin       | Nominierung  |
| 1988 |                     | Beliebtester Filmstar aller Zeiten         | Nominierung  |
| 1989 |                     | Beliebteste Filmschauspielerin – Drama     | Auszeichnung |
| 1989 |                     | Beliebteste Filmschauspielerin – Komödie   | Nominierung  |
| 1989 |                     | Beliebteste All-around-Entertainerin       | Nominierung  |
| 1990 |                     | Beliebteste Filmschauspielerin             | Auszeichnung |
| 1990 |                     | Beliebteste Filmschauspielerin weltweit    | Auszeichnung |
| 1990 |                     | Beliebteste All-around-Entertainerin       | Nominierung  |
| 1991 |                     | Beliebteste Filmschauspielerin             | Nominierung  |
| 1991 |                     | Beliebteste All-around-Entertainerin       | Nominierung  |
| 1992 |                     | Beliebteste Filmschauspielerin – Komödie   | Nominierung  |
| 1993 |                     | Beliebteste Filmschauspielerin             | Nominierung  |
| 1993 |                     | Beliebteste Filmschauspielerin – Komödie   | Nominierung  |
| 1995 |                     | Beliebteste Filmschauspielerin – Drama     | Nominierung  |
| 1996 |                     | Beliebteste Filmschauspielerin             | Nominierung  |
| 1996 |                     | Beliebteste Filmschauspielerin – Drama     | Nominierung  |
| 1998 |                     | Beliebteste Filmschauspielerin             | Nominierung  |
| 1999 |                     | Beliebteste Filmschauspielerin             | Nominierung  |
| 1999 |                     | Beliebtester Filmstar aller Zeiten         | Nominierung  |
| 2000 |                     | Beliebteste Filmschauspielerin             | Nominierung  |
| 2003 |                     | Beliebteste Filmschauspielerin             | Nominierung  |
| 2009 | Mamma Mia!          | Beliebtester Song von einem Soundtrack A10 | Auszeichnung |
| 2009 | Mamma Mia!          | Beliebtestes Schauspielensemble A11        | Nominierung  |
| 2013 |                     | Beliebteste Filmikone                      | Auszeichnung |
| 2013 | Wie beim ersten Mal | Beliebteste Filmschauspielerin – Drama     | Nominierung  |

## Kritikerpreise

### Boston Society of Film Critics
| Jahr | Film                   | Kategorie               | Ergebnis     |
| ---- | ---------------------- | ----------------------- | ------------ |
| 1983 | Sophies Entscheidung   | Beste Hauptdarstellerin | Auszeichnung |
| 2006 | Der Teufel trägt Prada | Beste Hauptdarstellerin | 2. Platz     |
| 2009 | Julie & Julia          | Beste Hauptdarstellerin | Auszeichnung |
| 2011 | Die Eiserne Lady       | Beste Hauptdarstellerin | 2. Platz     |

### Central Ohio Film Critics Association
| Jahr | Film                   | Kategorie               | Ergebnis    |
| ---- | ---------------------- | ----------------------- | ----------- |
| 2007 | Der Teufel trägt Prada | Beste Hauptdarstellerin | 2. Platz    |
| 2012 | Die Eiserne Lady       | Beste Hauptdarstellerin | Nominierung |

### Chicago Film Critics Association
| Jahr | Film                         | Kategorie               | Ergebnis     |
| ---- | ---------------------------- | ----------------------- | ------------ |
| 1989 | Ein Schrei in der Dunkelheit | Beste Hauptdarstellerin | Nominierung  |
| 1991 | Grüße aus Hollywood          | Beste Hauptdarstellerin | Nominierung  |
| 1995 | Am wilden Fluß               | Beste Hauptdarstellerin | Nominierung  |
| 1996 | Die Brücken am Fluß          | Beste Hauptdarstellerin | Nominierung  |
| 2003 | Adaption.                    | Beste Nebendarstellerin | Auszeichnung |
| 2006 | Der Teufel trägt Prada       | Beste Hauptdarstellerin | Nominierung  |
| 2008 | Glaubensfrage                | Beste Hauptdarstellerin | Nominierung  |
| 2009 | Julie & Julia                | Beste Hauptdarstellerin | Nominierung  |
| 2011 | Die Eiserne Lady             | Beste Hauptdarstellerin | Nominierung  |
| 2013 | Im August in Osage County    | Beste Hauptdarstellerin | Nominierung  |

### Dallas-Fort Worth Film Critics Association
| Jahr | Film                      | Kategorie               | Ergebnis    |
| ---- | ------------------------- | ----------------------- | ----------- |
| 2003 | Adaption.                 | Beste Nebendarstellerin | 2. Platz    |
| 2005 | Der Manchurian Kandidat   | Beste Nebendarstellerin | Nominierung |
| 2006 | Der Teufel trägt Prada    | Beste Hauptdarstellerin | 3. Platz    |
| 2008 | Glaubensfrage             | Beste Hauptdarstellerin | 2. Platz    |
| 2009 | Julie & Julia             | Beste Hauptdarstellerin | 2. Platz    |
| 2011 | Die Eiserne Lady          | Beste Hauptdarstellerin | 3. Platz    |
| 2013 | Im August in Osage County | Beste Hauptdarstellerin | Nominierung |

### Denver Film Critics Society
| Jahr | Film             | Kategorie               | Ergebnis     |
| ---- | ---------------- | ----------------------- | ------------ |
| 2009 | Julie & Julia    | Beste Hauptdarstellerin | Nominierung  |
| 2011 | Die Eiserne Lady | Beste Hauptdarstellerin | Auszeichnung |

### Detroit Film Critics Society
| Jahr | Film                      | Kategorie                    | Ergebnis    |
| ---- | ------------------------- | ---------------------------- | ----------- |
| 2008 | Glaubensfrage             | Beste Hauptdarstellerin      | Nominierung |
| 2009 | Julie & Julia             | Beste Hauptdarstellerin      | Nominierung |
| 2011 | Die Eiserne Lady          | Beste Hauptdarstellerin      | Nominierung |
| 2013 | Im August in Osage County | Beste Hauptdarstellerin      | Nominierung |
| 2013 | Im August in Osage County | Bestes Schauspielensemble A9 | Nominierung |
| 2014 | Into the Woods            | Bestes Schauspielensemble    | Nominierung |

### Dublin Film Critics Circle
| Jahr | Film                   | Kategorie               | Ergebnis    |
| ---- | ---------------------- | ----------------------- | ----------- |
| 2006 | Der Teufel trägt Prada | Beste Nebendarstellerin | Nominierung |
| 2009 | Glaubensfrage          | Beste Hauptdarstellerin | Nominierung |

### Florida Film Critics Circle
| Jahr | Film      | Kategorie               | Ergebnis     |
| ---- | --------- | ----------------------- | ------------ |
| 2002 | Adaption. | Beste Nebendarstellerin | Auszeichnung |

### Kansas City Film Critics Circle
| Jahr | Film                 | Kategorie                   | Ergebnis     |
| ---- | -------------------- | --------------------------- | ------------ |
| 1980 | Kramer gegen Kramer  | Beste Nebendarstellerin     | Auszeichnung |
| 1982 | Sophies Entscheidung | Beste Hauptdarstellerin A12 | Auszeichnung |
| 1983 | Silkwood             | Beste Hauptdarstellerin     | Auszeichnung |
| 1985 | Jenseits von Afrika  | Beste Hauptdarstellerin     | Auszeichnung |
| 2008 | Glaubensfrage        | Beste Hauptdarstellerin     | Auszeichnung |
| 2009 | Julie & Julia        | Beste Hauptdarstellerin     | Auszeichnung |

### London Critics’ Circle
| Jahr | Film                   | Kategorie                         | Ergebnis     |
| ---- | ---------------------- | --------------------------------- | ------------ |
| 2004 | Adaption.              | Beste Hauptdarstellerin           | Nominierung  |
| 2007 | Der Teufel trägt Prada | Beste Hauptdarstellerin – Komödie | Auszeichnung |
| 2009 | Glaubensfrage          | Beste Hauptdarstellerin           | Nominierung  |
| 2010 | Julie & Julia          | Beste Hauptdarstellerin           | Nominierung  |
| 2012 | Die Eiserne Lady       | Beste Hauptdarstellerin A13       | Auszeichnung |

### Los Angeles Film Critics Association
| Jahr | Film                                                           | Kategorie               | Ergebnis     |
| ---- | -------------------------------------------------------------- | ----------------------- | ------------ |
| 1979 | Kramer gegen Kramer / Manhattan / Die Verführung des Joe Tynan | Beste Nebendarstellerin | Auszeichnung |
| 1981 | Die Geliebte des französischen Leutnants                       | Beste Hauptdarstellerin | Auszeichnung |
| 1982 | Sophies Entscheidung                                           | Beste Hauptdarstellerin | Auszeichnung |
| 1985 | Jenseits von Afrika                                            | Beste Hauptdarstellerin | Auszeichnung |

### National Board of Review
| Jahr | Film                                                           | Kategorie                     | Ergebnis     |
| ---- | -------------------------------------------------------------- | ----------------------------- | ------------ |
| 1979 | Kramer gegen Kramer / Manhattan / Die Verführung des Joe Tynan | Beste Nebendarstellerin       | Auszeichnung |
| 1982 | Sophies Entscheidung                                           | Beste Hauptdarstellerin       | Auszeichnung |
| 2008 | Glaubensfrage                                                  | Bestes Schauspielensemble A4  | Auszeichnung |
| 2009 | Wenn Liebe so einfach wäre                                     | Bestes Schauspielensemble A14 | Auszeichnung |
| 2017 | Die Verlegerin                                                 | Beste Hauptdarstellerin       | Auszeichnung |

### National Society of Film Critics
| Jahr | Film                                                           | Kategorie               | Ergebnis     |
| ---- | -------------------------------------------------------------- | ----------------------- | ------------ |
| 1979 | Die durch die Hölle gehen                                      | Beste Nebendarstellerin | Auszeichnung |
| 1980 | Kramer gegen Kramer / Manhattan / Die Verführung des Joe Tynan | Beste Nebendarstellerin | Auszeichnung |
| 1983 | Sophies Entscheidung                                           | Beste Hauptdarstellerin | Auszeichnung |
| 1996 | Die Brücken am Fluß                                            | Beste Hauptdarstellerin | 3. Platz     |
| 2007 | Der Teufel trägt Prada / Robert Altman’s Last Radio Show       | Beste Nebendarstellerin | Auszeichnung |
| 2010 | Julie & Julia / Der fantastische Mr. Fox                       | Beste Hauptdarstellerin | 2. Platz     |
| 2012 | Die Eiserne Lady                                               | Beste Hauptdarstellerin | 3. Platz     |

### New York Film Critics Circle
| Jahr | Film                                               | Kategorie               | Ergebnis     |
| ---- | -------------------------------------------------- | ----------------------- | ------------ |
| 1978 | Die durch die Hölle gehen                          | Beste Nebendarstellerin | 3. Platz     |
| 1979 | Kramer gegen Kramer / Die Verführung des Joe Tynan | Beste Nebendarstellerin | Auszeichnung |
| 1982 | Sophies Entscheidung                               | Beste Hauptdarstellerin | Auszeichnung |
| 1985 | Jenseits von Afrika / Eine demanzipierte Frau      | Beste Hauptdarstellerin | 2. Platz     |
| 1988 | Ein Schrei in der Dunkelheit                       | Beste Hauptdarstellerin | Auszeichnung |
| 2006 | Der Teufel trägt Prada                             | Beste Hauptdarstellerin | 3. Platz     |
| 2009 | Julie & Julia                                      | Beste Hauptdarstellerin | Auszeichnung |
| 2011 | Die Eiserne Lady                                   | Beste Hauptdarstellerin | Auszeichnung |

### Phoenix Film Critics Society
| Jahr | Film                                 | Kategorie                    | Ergebnis     |
| ---- | ------------------------------------ | ---------------------------- | ------------ |
| 2003 | Adaption.                            | Beste Nebendarstellerin      | Nominierung  |
| 2003 | Adaption.                            | Bestes Schauspielensemble A2 | Nominierung  |
| 2003 | The Hours – Von Ewigkeit zu Ewigkeit | Bestes Schauspielensemble A3 | Nominierung  |
| 2008 | Glaubensfrage                        | Beste Hauptdarstellerin      | Auszeichnung |
| 2009 | Julie & Julia                        | Beste Hauptdarstellerin      | Auszeichnung |
| 2011 | Die Eiserne Lady                     | Beste Hauptdarstellerin      | Nominierung  |
| 2013 | Im August in Osage County            | Beste Hauptdarstellerin      | Nominierung  |
| 2013 | Im August in Osage County            | Bestes Schauspielensemble A9 | Nominierung  |
| 2015 | Into the Woods                       | Bestes Schauspielensemble    | Nominierung  |

### Southeastern Film Critics Association
| Jahr | Film             | Kategorie               | Ergebnis     |
| ---- | ---------------- | ----------------------- | ------------ |
| 2002 | Adaption.        | Beste Nebendarstellerin | Auszeichnung |
| 2009 | Julie & Julia    | Beste Hauptdarstellerin | Auszeichnung |
| 2011 | Die Eiserne Lady | Beste Hauptdarstellerin | Auszeichnung |

### Washington D.C. Area Film Critics Association
| Jahr | Film                      | Kategorie                    | Ergebnis     |
| ---- | ------------------------- | ---------------------------- | ------------ |
| 2008 | Glaubensfrage             | Beste Hauptdarstellerin      | Auszeichnung |
| 2008 | Glaubensfrage             | Bestes Schauspielensemble A4 | Auszeichnung |
| 2009 | Julie & Julia             | Beste Hauptdarstellerin      | Nominierung  |
| 2011 | Die Eiserne Lady          | Beste Hauptdarstellerin      | Nominierung  |
| 2013 | Im August in Osage County | Beste Hauptdarstellerin      | Nominierung  |
| 2013 | Im August in Osage County | Bestes Schauspielensemble A9 | Nominierung  |
| 2014 | Into the Woods            | Bestes Schauspielensemble    | Nominierung  |

## Festivalpreise

### Internationale Filmfestspiele Berlin
| Jahr | Film                                 | Kategorie                               | Ergebnis     |
| ---- | ------------------------------------ | --------------------------------------- | ------------ |
| 1999 |                                      | Berlinale Kamera                        | Auszeichnung |
| 2003 | The Hours – Von Ewigkeit zu Ewigkeit | Silberner Bär als Beste Darstellerin A8 | Auszeichnung |
| 2012 |                                      | Goldener Ehrenbär                       | Auszeichnung |

### Internationale Filmfestspiele von Cannes
| Jahr | Film                         | Kategorie          | Ergebnis     |
| ---- | ---------------------------- | ------------------ | ------------ |
| 1989 | Ein Schrei in der Dunkelheit | Beste Darstellerin | Auszeichnung |
| 2024 | –                            | Goldene Ehrenpalme | Auszeichnung |

### Festival Internacional de Cine de Donostia-San Sebastián
| Jahr | Film | Kategorie      | Ergebnis     |
| ---- | ---- | -------------- | ------------ |
| 2008 |      | Donostia-Preis | Auszeichnung |

### Internationales Filmfestival Moskau
| Jahr | Film | Kategorie          | Ergebnis     |
| ---- | ---- | ------------------ | ------------ |
| 2004 |      | Stanislavski-Preis | Auszeichnung |

### Outfest
| Jahr | Film                                 | Kategorie               | Ergebnis     |
| ---- | ------------------------------------ | ----------------------- | ------------ |
| 2002 | The Hours – Von Ewigkeit zu Ewigkeit | Beste Hauptdarstellerin | Auszeichnung |

### Internationales Filmfestival Rom
| Jahr | Film | Kategorie    | Ergebnis     |
| ---- | ---- | ------------ | ------------ |
| 2009 |      | Career Award | Auszeichnung |

### Telluride Film Festival
| Jahr | Film | Kategorie        | Ergebnis     |
| ---- | ---- | ---------------- | ------------ |
| 1998 |      | Silver Medallion | Auszeichnung |

### Semana Internacional de Cine de Valladolid
| Jahr | Film       | Kategorie               | Ergebnis     |
| ---- | ---------- | ----------------------- | ------------ |
| 1986 | Sodbrennen | Beste Hauptdarstellerin | Auszeichnung |

## Weitere Auszeichnungen

### American Comedy Award
Auszeichnung
1991: Lustigste Hauptdarstellerin (Grüße aus Hollywood)
Nominierungen
1991: Lustigste Darstellerin in einem Fernsehspecial (An Evening with…)
1992: Lustigste Hauptdarstellerin (Rendezvous im Jenseits – eine himmlische Komödie über das Leben danach)
1993: Lustigste Hauptdarstellerin (Der Tod steht ihr gut)

### American Movie Award
Auszeichnung
1980: Beste Nebendarstellerin (Die durch die Hölle gehen)
Nominierungen
1980: Beste Nebendarstellerin (Manhattan)
1980: Beste Nebendarstellerin (Die Verführung des Joe Tynan)
1980: Beliebtester weiblicher Filmstar
1982: Beste Hauptdarstellerin (Die Geliebte des französischen Leutnants)
1982: Beliebtester weiblicher Filmstar

### Australian Film Institute
Auszeichnungen
1989: Beste Hauptdarstellerin (Ein Schrei in der Dunkelheit)
2012: Beste internationale Schauspielerin (Die Eiserne Lady)
Nominierung
2014: Beste International Schauspielerin (Im August in Osage County)
2015: Beste Internationale Nebendarstellerin (Into the Woods)

### David di Donatello
Auszeichnungen
1985: Beste ausländische Schauspielerin (Der Liebe verfallen)
1986: Beste ausländische Schauspielerin (Jenseits von Afrika)

### Gotham Award
Auszeichnung
1999: Lifetime Achievement Award
Nominierung
2006: Bestes Schauspielensemble (Robert Altman’s Last Radio Show, zusammen mit Lily Tomlin, John C. Reilly, Tommy Lee Jones, Kevin Kline und Lindsay Lohan)

### Irish Film and Television Award
Auszeichnungen
2009: Publikumspreis als Beste internationale Schauspielerin (Mamma Mia!)
2010: Publikumspreis als Beste internationale Schauspielerin (Wenn Liebe so einfach wäre)
Nominierung
1999: Beste Hauptdarstellerin (Tanz in die Freiheit)
2012: Publikumspreis als Beste internationale Schauspielerin (Die Eiserne Lady)

### Rembrandt Award
Auszeichnungen
2007: Beste internationale Schauspielerin (Der Teufel trägt Prada)
2009: Beste internationale Schauspielerin (Mamma Mia!)
2013: Beste internationale Schauspielerin (Die Eiserne Lady)

### Satellite Awards
Auszeichnungen
2003: Beste Hauptdarstellerin – Miniserie oder Fernsehfilm (Engel in Amerika)
2006: Beste Hauptdarstellerin – Komödie oder Musical (Der Teufel trägt Prada)
2009: Beste Hauptdarstellerin – Komödie oder Musical (Julie & Julia)
2014: Bestes Schauspielensemble – (Into the Woods)
Nominierungen
1997: Beste Hauptdarstellerin – Miniserie oder Fernsehfilm (Solange es noch Hoffnung gibt)
1998: Beste Hauptdarstellerin – Drama (Familiensache)
2002: Beste Hauptdarstellerin – Drama (The Hours)
2002: Beste Nebendarstellerin – Komödie oder Musical (Adaption.)
2008: Beste Hauptdarstellerin – Drama (Glaubensfrage)
2008: Beste Hauptdarstellerin – Komödie oder Musical (Mamma Mia!)
2011: Beste Hauptdarstellerin (Die Eiserne Lady)
2013: Beste Hauptdarstellerin (Im August in Osage County)
2016: Beste Hauptdarstellerin (Florence Foster Jenkins)

## Sonstige Auszeichnungen
1975: Yale Drama School Carol Dine Acting Award
1976: Mademoiselle Magazine Award
1976: Theatre World Award (A Memory of Two Mondays/27 Wagons Full of Cotton; Secret Service)
1976: Outer Critics Circle Award als Beste Darstellerin (A Memory of Two Mondays/27Wagons Full of Cotton)
1980: Hasty Pudding Frau des Jahres
1981: Obie Performance Award (Alice in Concert)
1983: Muse Award
1983: NATO Star of the Year
1987: Aftonbladet Fernsehpreis als Bester ausländischer weiblicher Fernsehstar
1993: Rungstedlund Prize
1994: Helen Caladicolt Leadership Award
1997: Dartmouth Film Society Award
1997: Premiere Icon Award
1998: Bette Davis Lifetime Achievement Award
1998: Stern auf dem Hollywood Walk of Fame in der Kategorie Film
1998: Women in Film Crystal Award
1998: Motion Picture Club Award
1998: Telluride Film Festival Silver Medallion
1999: George Eastman Award
1999: Albert Einstein College of Medicine Spirit of Achievement Award
1999: American Academy of Arts and Sciences Special Honor
2002: Utah Film Critics Award als Beste Nebendarstellerin (Adaption.)
2002: AARP The Magazine Grownups Award als Beste Hauptdarstellerin (Adaption.)
2002: Premiere Icon Award
2003: Ehrenpreis des César für ihr Lebenswerk
2003: Florida Film Critics Circle Award als Beste Nebendarstellerin (Adaption.)
2003: Ordre des Arts et des Lettres
2003: Actors Fund of America Lee Strasberg Artistic Achievement Award
2003: Alpha Moore Woman of the Year Award
2004: AFI Life Achievement Award
2004: Classic Telly Award
2004: Commonwealth Award Dramatic Arts
2004: New Dramatists Career Achievement Award
2004: St. Petersburg International Film Festival Special Award
2005: Gracie Ellen Award als Herausragende Hauptdarstellerin in einem Drama-Special (Engel in Amerika)
2006: Woman Film Critics Circle Award als Beste Hauptdarstellerin in einer Komödie (Der Teufel trägt Prada)
2006: North Texas Film Critics Association Award als Beste Hauptdarstellerin (Der Teufel trägt Prada)
2006: Sherry Lansing Leadership Award
2006: Coolidge Award
2006: Alliance of Woman Film Journalists als Beste Komödiendarstellerin (Der Teufel trägt Prada)
2007: New Jersey Hall of Fame
2007: Christopher and Dana Reeve Foundation Dana Reeve Hope Award
2008: Film Society of Lincoln Center Gala Tribute
2008: National Movie Award als Beste Darstellerin (Mamma Mia!)
2008: Woman Film Critics Circle Award als Beste Hauptdarstellerin in einer Komödie (Mamma Mia!)
2008: Woman Film Critics Circle Lifetime Achievement Award
2008: North Texas Film Critics Association Award als Beste Hauptdarstellerin (Glaubensfrage)
2008: Iowa Film Critics Award als Beste Hauptdarstellerin (Glaubensfrage)
2008: Houston Film Critics Award für das Beste Schauspielensemble (Glaubensfrage)
2008: AARP The Magazine Grownups Award als Beste Hauptdarstellerin (Glaubensfrage)
2008: Creativity Foundation Laureate Prize
2008: Woman’s Image Network Award als Beste Hauptdarstellerin (Mamma Mia!)
2009: Career Award des Filmfests Rom
2009: Goldene Kamera als Beste internationale Schauspielerin
2009: San Francisco Film Critics Circle Award als Beste Hauptdarstellerin (Julie & Julia)
2009: New York Online Film Critics Award als Beste Hauptdarstellerin (Julie & Julia)
2009: Oklahoma Film Critics Award als Beste Hauptdarstellerin (Julie & Julia)
2009: Woman Film Critics Circle Award als Beste Hauptdarstellerin in einer Komödie (Julie & Julia)
2009: North Texas Film Critics Association Award als Beste Hauptdarstellerin (Julie & Julia)
2009: Actors Hall of Fame
2009: Center for American Studies Rome – European Literary Cathedrals Award
2009: Tasty Award Outstanding Performances (Julie & Julia)
2009: AARP The Magazine Grownups Award für die Beste Liebesgeschichte (Julie & Julia, zusammen mit Stanley Tucci)
2009: Alliance of Woman Film Journalists Actress Defying Age and Agesim
2009: Alliance of Woman Film Journalists Best Depiction of Nudity, Sexuality or Seduction (Wenn Liebe so einfach wäre)
2009: Comedy Film Award als Beste Hauptdarstellerin (Julie & Julia)
2010: American Academy of Arts and Letters Honorary Member
2010: Rudolfo Valentino Award
2010: National Medal of Arts
2011: Kennedy Center Honors
2011: New York Online Film Critics Award als Beste Hauptdarstellerin (Die Eiserne Lady)
2011: AARP The Magazine Grownups Award für die Beste Liebesgeschichte (Die Eiserne Lady, zusammen mit Jim Broadbent)
2011: Denver Film Critics Society Award als Beste Hauptdarstellerin (Die Eiserne Lady)
2011: Gay and Lesbian Entertainment Critics (Dorian Award) für die Beste Filmdarbietung des Jahres (Die Eiserne Lady)
2012: UK Regional Film Critics The Richard Attenborough Awards als Beste Darstellerin (Die Eiserne Lady)
2012: Made in NY Award
2013: Hollywood Film Festival für das Ensemble des Jahres (Im August in Osage County)
2013: Nevada Film Critics Beste Hauptdarstellerin (Im August in Osage County)
2013: Nevada Film Critics Bestes Schauspielensemble (Im August in Osage County)
2013: Capri Hollywood Film Festival Beste Hauptdarstellerin (Im August in Osage County)
2013: Capri Hollywood Film Festival Bestes Schauspielensemble (Im August in Osage County)
2014: Eugene O’Neill Theatre Center Monte Cristo Award
2014: Actors Hall of Fame Foundation Honoree
2014: Palm Springs International Film Festival Icon Award
2014: Giffoni Film Fest Giffoni Fellowship Award
2014: Presidential Medal of Freedom
2014: Woman Film Critics Circle Award als Bestes Schauspielensemble (The Homesman)
2015: Woman Film Critics Circle Award als Bestes Schauspielensemble (Suffragette)
2016: Athena Film Festival als Bestes Schauspielensemble (Suffragette)
2017: LGBT The Human Rights Campaign Ally for Equality Award
2017: Costume Designers Guild Award Distinguished Collaborator Award
2022: Benennung eines Asteroiden nach ihr: (386851) Streep
2023: Prinzessin-von-Asturien-Preis
Meryl Streep erhielt mehrere Ehrendoktortitel verschiedener Universitäten:
1981: Dartmouth College Honorary Doctor of Fine Arts
1983: Yale University Honorary Doctor of Fine Arts
1983: Vassar College Honorary Doctor of Fine Arts
1985: Lafayette College Honorary Doctor of Fine Arts
1986: Brown University Honorary Doctor of Fine Arts
2003: University of New Hampshire Honorary Doctor of Human Letters
2003: Middlebury College Honorary Doctor of Fine Arts
2009: Princeton University Honorary Doctor of Arts
2010: Barnard College New York Barnard Medal of Distinction
2010: Harvard University Honorary Doctor of Arts
2014: Indiana University Honorary Doctor of Arts
Seit 2003 belegt Meryl Streep für die Darstellung von Karen Silkwood im American Film Institute den 47. Platz in der Liste der 50 größten Helden der Filmgeschichte.